# Achilles Schlöth
Achilles Schlöth (* 7. November 1858 in Basel; † 1904 ebenda; heimatberechtigt in Basel) war ein Schweizer Bildhauer.

## Leben und Werk
Achilles Schlöth, jüngster Sohn des Schlossers und Ofenfabrikanten Friedrich Ludwig Schlöth und dessen zweiter Frau Helene geborene Georg, machte eine Bildhauerlehre in Basel im Atelier seines Onkels Ferdinand Schlöth (von dem er später auch die Ateliereinrichtung erbte). 1883 setzte er in Rom seine Ausbildung fort und eröffnete 1886 in Basel ein eigenes Atelier. 1886–1888 konnte er dank eines Direktauftrags die Bildnismedaillons von Männern der Wissenschaft und Technik am Börsensaaltrakt der Hauptpost in Basel schaffen, die heute noch erhalten sind. 1887 fertigte er eine Denkmalbüste für den Politiker Wilhelm Klein an. Weitere Werke, darunter die Büste Ein Priester und die Statue Fischerknabe von 1886, haben sich in Privatbesitz erhalten. Daneben führte Achilles Schlöth auch von seinem Onkel Ferdinand Schlöth entworfene Werke aus, zum Beispiel eine Büste von Karl Sarasin (heute im Historischen Museum Basel) oder die Modelle zu den Basilisken für die Wettsteinbrücke. Nicht ausgeführt wurde 1890 ein figürliches Modell für einen plastischen Schmuck der Pfeiler der Wettsteinbrücke in Basel. Ein Mitarbeiter von Achilles Schlöth war Jacques Gürtler (1848–1926), der spätere Lehrmeister von Max Leu. Letzterer schuf auch die Denkmalbüste von Johann Peter Hebel vor der Peterskirche in Basel, für dessen Ausführung auch Achilles Schlöth in Erwägung gezogen worden war.
Schlöth war Mitglied der (dritten) Basler Künstlergesellschaft.

## Familiäres
Achilles Schlöth blieb unverheiratet. Amalie Schneider-Schlöth, Verfasserin der «Basler Kochschule», war eine ältere Halbschwester von ihm.